# نوربرت جومبوز
نوربرت جومبوز (بالسلوفاكية: Norbert Gombos)‏ هو لاعب كرة مضرب سلوفاكي يلعب باليد اليمنى ويحتل حالياً المرتبة رقم. 139 (1 فبراير 2016) في تصنيف رابطة محترفي كرة المضرب. أعلى تصنيف له في الفردي كان المركز الـ 103 في سنة 2015. أعلى تصنيف له في الزوجي كان المركز الـ 238 في سنة 2015.

## النهائيات

### الفردي: 6 (2–4)
| الحصيلة | الرقم | التاريخ       | الدورة            | الأرضية | المنافس          | النتيجة                 |
| الوصافة | 1.    | 2 مارس 2014   | شيربورج، فرنسا    | صلبة    | كيني دي شيبر     | 6–3, 2–6, 3–6           |
| الوصافة | 2.    | 1 يونيو 2014  | فيتشنزا، إيطاليا  | ترابية  | فيليب كراجينوفتش | 4–6, 4–6                |
| الوصافة | 3.    | 7 يونيو 2014  | بروستيوف، التشيك  | ترابية  | جيري فيسلي       | 2–6, 2–6                |
| الوصافة | 4.    | 14 يونيو 2014 | كوشيتسه، سلوفاكيا | ترابية  | فرانك دانسيفيك   | 2–6, 6-3, 2–6           |
| الفوز   | 1.    | 1 مارس 2015   | شيربورج، فرنسا    | صلبة    | بينوا بيير       | 6–1, 7–6(7–4)           |
| الفوز   | 2.    | 8 يونيو 2015  | براغ، التشيك      | ترابية  | ألبرت مونتانيس   | 7–6(7–5), 5–7, 7–6(7–2) |

## روابط خارجية
- نوربرت جومبوز على موقع رابطة محترفي التنس (الإنجليزية)
- نوربرت جومبوز على موقع الاتحاد الدولي لكرة المضرب (الإنجليزية)
- نوربرت جومبوز على موقع كأس ديفيز (الإنجليزية)
- نوربرت جومبوز على موقع بطولة ويمبلدون (الإنجليزية)
- نوربرت جومبوز على موقع خلاصة التنس.كوم (الإنجليزية)
- نوربرت جومبوز على موقع إي إس بي إن.كوم (الإنجليزية)
- نوربرت جومبوز على موقع اللجنة الأولمبية الدولية (الإنجليزية)
- نوربرت جومبوز على موقع أوليمبيديا (الإنجليزية)
- نوربرت جومبوز على موقع اللجنة الأولمبية السلوفاكية (السلوفاكية)